# Томас, Фрэнк (бейсболист, 1968)
Фрэнк Эдвард Томас младший (англ. Frank Edward Thomas, Jr., род. 27 мая 1968) — бывший американский бейсболист, который на протяжении всей своей карьеры (1990-2008) выступал в трёх бейсбольных клубах Американской лиги: «Чикаго Уайт Сокс», «Окленд Атлетикс» и «Торонто Блю Джейс». Является одним из грозных бьющих своей эпохи и единственным игроком, который на протяжении семи сезонов (1991-1997) имел средний процент отбивания 30 %, по меньшей мере 100 rbi, 100 прогулок и 20 хоум-ранов. Был частым кандидатом на MVP в 1990-х, был назван MVP AL в 1993 году после того, как стал первым игроком «Чикаго Уайт Сокс», который совершил 40 хоум-ранов и помог клубу выиграть Западный дивизион. В 1994 году он повторно выиграл титул MVP AL. После последующих двух сезонов, в которых он выходил не регулярно, он потерял статус MVP в 20 году, после того как совершил максимальные 43 хоум-рана и 143 rbi.
Пять раз участвовал в матчах всех звёзд МЛБ. В возрасте 30 лет его преследовали различные повреждения ног и другие недуги, что значительно ослабило его статус в клубе. в 2005 году он провёл последний сезон за «Чикаго Уайт Сокс» и помог выиграть Мировую серию после 88 лет. В конце своей карьеры он стал восьмым в Американской лиги по показателю хоум-ранов (521), девятым по rbi (1704) и шестым по прогулкам (1667).
Томас был одним из главных звезд, которые не попадал под подозрения в использовании допинга в конце 1990-х. Фрэнк был избран в Зал славы бейсбола в 2014 году.